# 伊馬圖湖
伊馬圖湖是愛沙尼亞的湖泊，位於伊薩庫以東8公里，由東維魯縣負責管轄，面積0.28平方公里，海拔高度43.8米，最大水深1.7米，湖岸四周大多是沼澤。
59°6′20″N 27°27′30″E / 59.10556°N 27.45833°E